# Hypostomus punctatus
Hypostomus punctatus (Гіпостомус поцяткований) — вид риб з роду Hypostomus родини Лорікарієві ряду сомоподібні. Інша назва «гіпостомус плямистоплавцевий».

## Опис
Загальна довжина сягає 30 см. Голова видовжена, трохи сплощена зверху в області морди. У самців в період нересту на голові з'являються виросту, після завершення нересту вони зникають. Рот являє собою своєрідну присоску. Зуби у формі ложки. Тулуб кремезний, подовжений, вкритий кістковими пластинками. Спинний плавець доволі високий, помірно довгий, з 1 жорстким променем, на якому є одонтоди (шкіряні зубчики). Грудні плавці помірно широкі, з короткою основою. У самця на перших променях грудних плавців є шипики. Жировий плавець крихітний. Хвостовий плавець великий, увігнутий.
Забарвлення світло-сіре з численними дрібними коричневими плямами, що розкидано по всьому тілу. Є альбіносна та ряба форми. Молодь є світло-коричневою.

## Спосіб життя
Є демерсальною рибою. Воліє до чистої води. Зустрічається у річках зі швидкою течією та затоплених областях. Є одинаком. Вдень ховається серед корчів та рослин. Активна в присмерку та вночі. Живиться водоростями і детритом.

## Розповсюдження
Мешкає у прибережних річках атлантичного узбережжя Бразилії та Уругваю. Акліматизовано на Кубі, Таїланді, Індонезії.